# حوض (ستاره)
حوض (آبگیر)، سَریر (تختگاه) یا تتا خرس بزرگ یک ستاره است که در صورت فلکی خرس بزرگ قرار دارد.